# Gustav-Adolf-Kirche (Lindenthal)

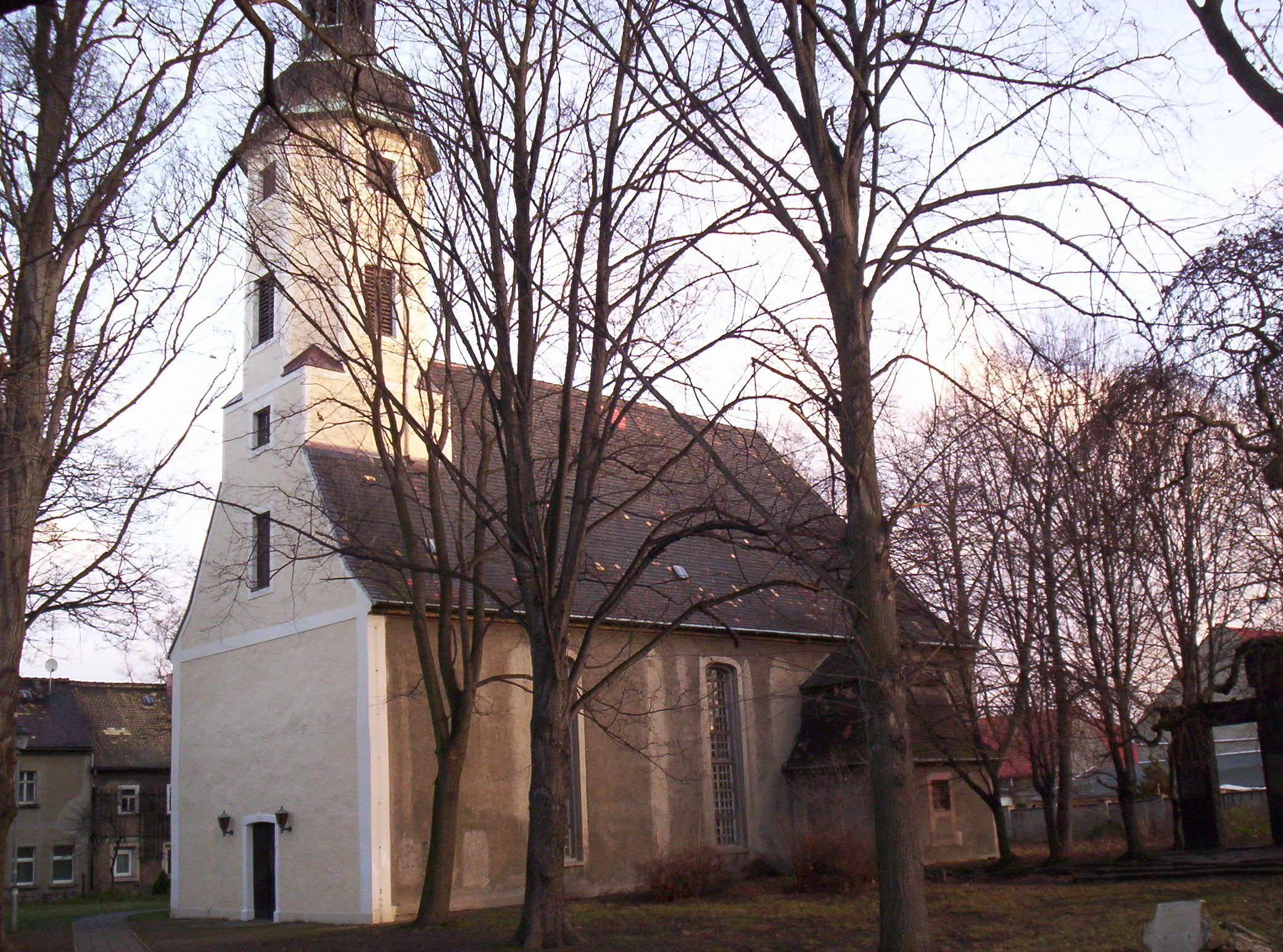
Gustav-Adolf-Kirche Lindenthal (Foto von 2006)

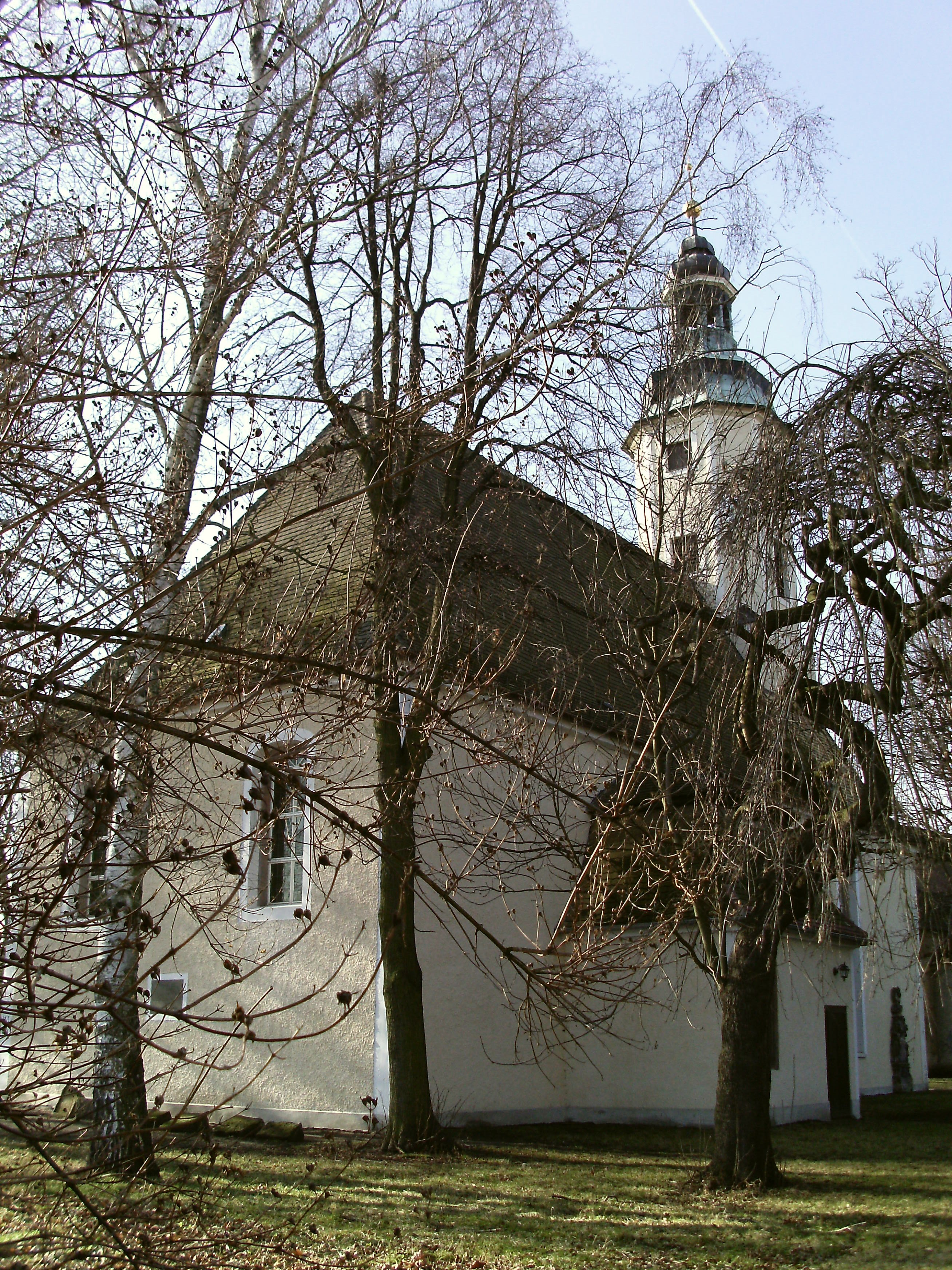
Rückansicht

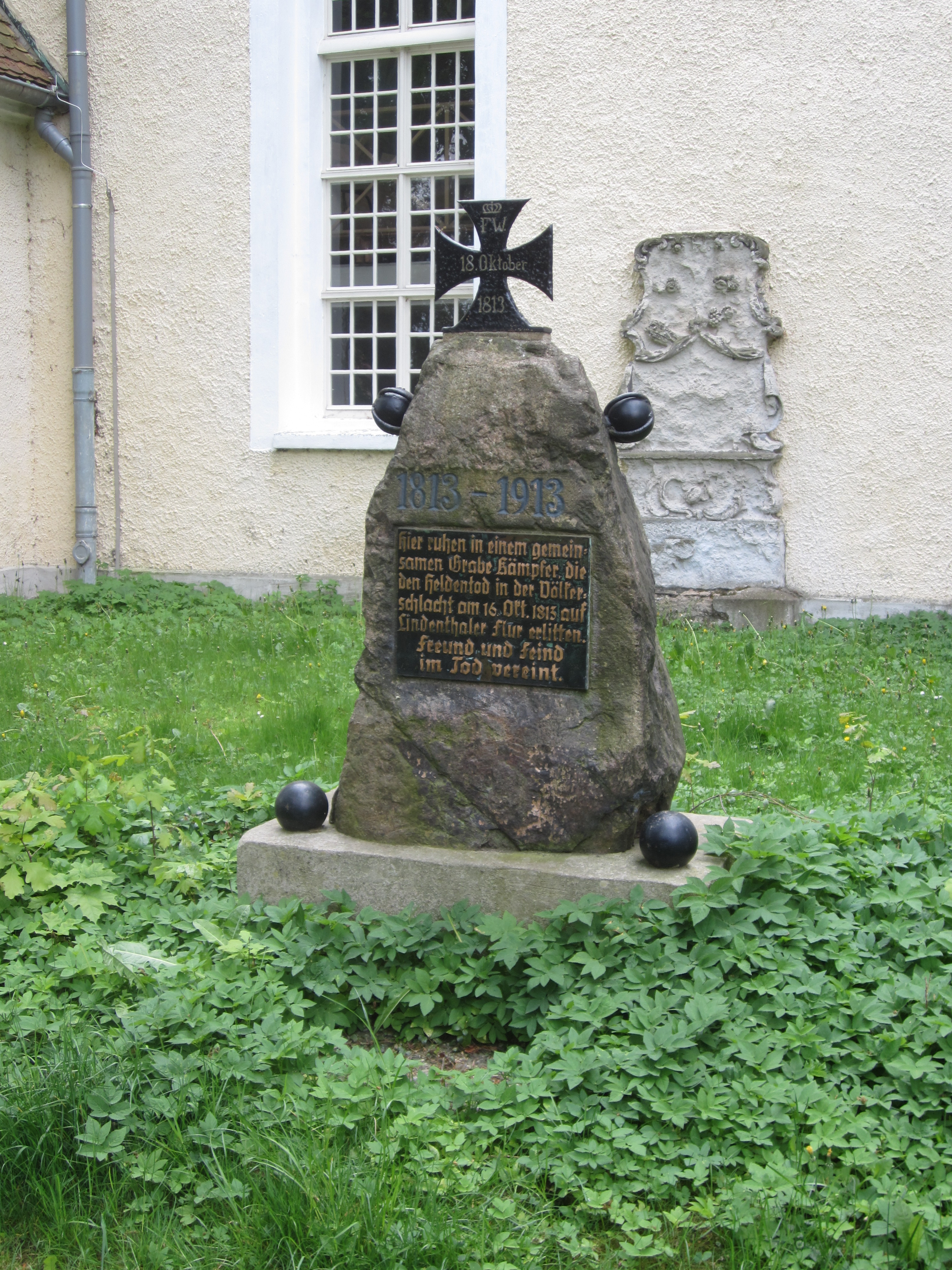
Gedenksteine an der Gustav-Adolf-Kirche Lindenthal

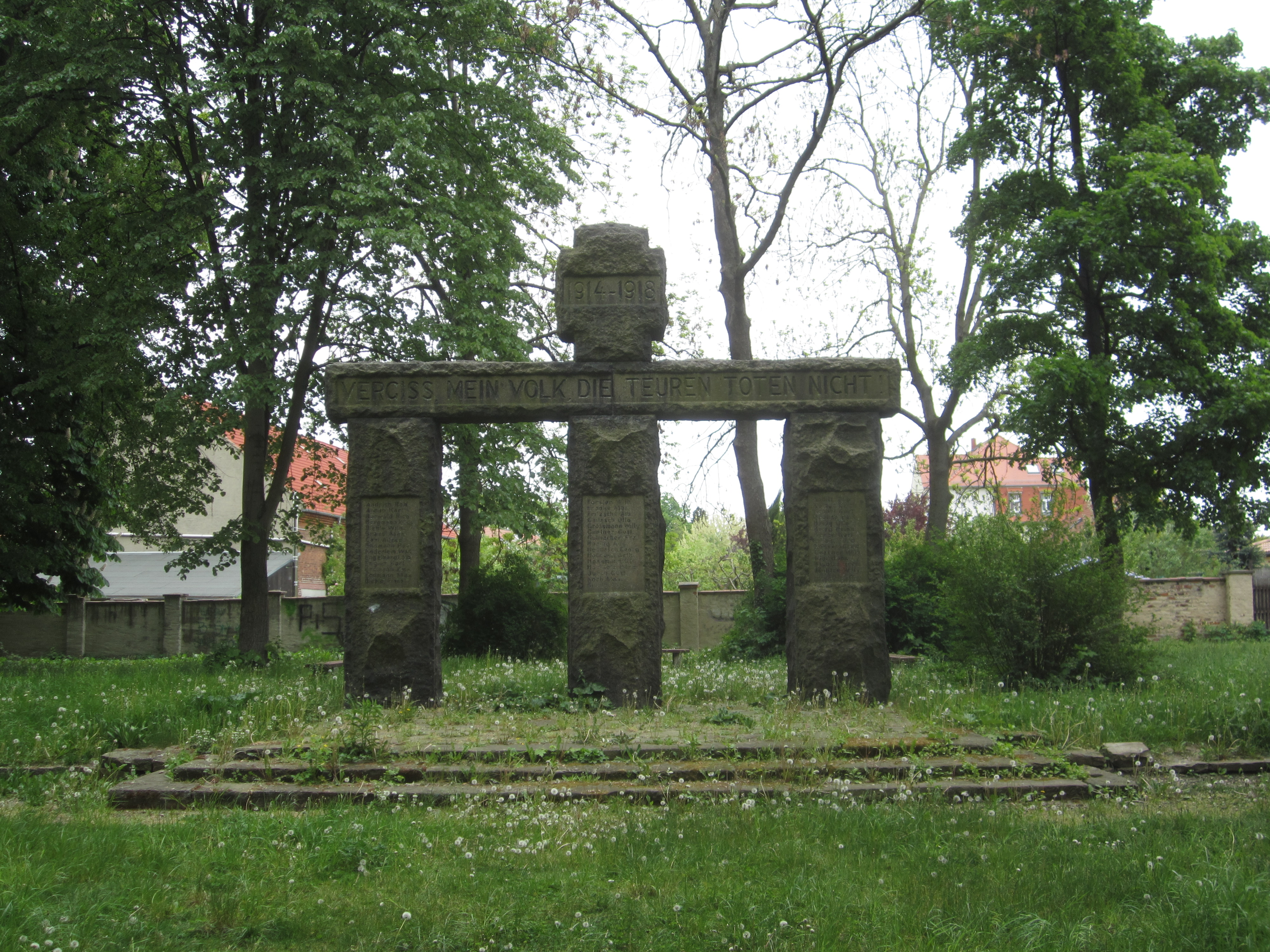
Gefallenendenkmal Lindenthal (2016)

Die Gustav-Adolf-Kirche ist der evangelisch-lutherische Kirchenbau in Leipzigs Stadtteil Lindenthal.

## Geschichte
Eine erste Steinkirche, wohl ohne Turm, ist um 1200 nachgewiesen, deren Weihename nicht überliefert ist. Aus der romanischen Zeit stammt der Taufstein mit seiner barocken Abdeckung.
Im Spätmittelalter wurde das Kirchengebäude im Innern verändert, wovon die nach wie vor erklingende Marienglocke von 1459 (mit lateinischer Inschrift zu Lukas-Evangelium Kapitel 1, Vers 28 Lk 1,28 ) als auch das fast lebensgroße Kruzifix zeugen, das an der Südwand des Altarraumes zu finden ist.
Nach Einführung der Reformation 1544 und endgültig 1562 löste der Besitzer der Herrschaft Wahren Georg Blanck 1567 per Kauf die selbstständige Pfarrei Lindenthal auf. Sie wurde zusammen mit dem ehemaligen Pfarrkirchdorf Breitenfeld von Wahrens Pfarrer mitversorgt. Diese Regelung galt bis 1927.
Nach Konkurs der Familie Blanck teilte man die Herrschaft Wahren, und in Breitenfeld residierte seit 1592/1600 die Familie von Brösigke, die neben Wiederitzsch und Hayna auch in Lindenthal bis 1796 Kirchenpatron war. Davon zeugen ein sogenanntes Donatoren-Stifterbild sowie mehrere Grabsteine dieser Familie im Außenbereich der Kirche. 
1631 wurde Lindenthal erstmals Schauplatz des Dreißigjährigen Kriegs (1618–1648) mit der ersten Schlacht auf dem breiten Felde zwischen Breitenfeld und Podelwitz (1642: zweite Schlacht). 
Im Gedenken an den 1631 errungenen Sieg unter Gustav II. Adolf erhielt das Gotteshaus im Jahr 1934 der Name Gustav-Adolf-Kirche. 
Ab 1720 erfolgten umfangreiche Baumaßnahmen an der Kirche unter der Leitung von Ratszimmermeister Johann Christian Schmidt aus Leipzig. Für die Summe von 1500 Talern erhielt der Kirchenbau seine heutige Gestalt, den weit sichtbaren barocken Turm mit Laterne, die großen Fenster, die einst doppelten Emporen für die Männersitze sowie die ebenerdige Patronatsloge, die Sakristei und einen weiträumigen Altarplatz. Vermutlich verhinderte Geldmangel eine Ausstattung mit Kanzel und Altar, Predigt und Abendmahl erfolgten an einem einfachen Tisch.
Nach Beschwerden bei einer Visitation erfolgte 1744 neben der Reparatur der Weiberstühle (Bänke unten im Saal) die Schaffung des Kanzelaltars durch einen namentlich nicht überlieferten Bildhauer aus Merseburg, der 1996 restauriert wurde. Seit 2018 ist er mit einem modernen Altarkreuz ausgestattet, das Clemens Gerstenberger geschaffen hat. Auch baute man damals eine aus Merseburg stammende Turmuhr mit zwei Zifferblättern ein, die nach beiden Dorfseiten ausgerichtet sind.
Nach wiederholten Renovierungen und Sicherungsarbeiten seit 1842 erfolgten auch Rettungsmaßnahmen in der DDR-Zeit. Die Instandhaltungen setzten verschiedene Akzente, erhalten blieb jedoch – hervorgehoben durch die jüngsten Erneuerungsmaßnahmen – der festlich wirkende Kirchensaal.

## Orgel
Die 1793 auf eigener Empore an der Westseite erschaffene Orgel hat ein Manual, Pedal und 10 (8-2) Register, sie korrespondiert optisch dank ihres anspruchsvollen Prospekts mit dem gegenüberliegenden Kanzelaltar. 1995 und 1996 wurde die Orgel vom Unternehmen Mitteldeutscher Orgelbau A. Voigt GmbH Bad Liebenwerda restauriert.
Orgel-Schöpfer war Johann Christian Friedrich Flemming aus Torgau (seine geografisch nächste Orgel entstand 1776 in der benachbarten Dorfkirche Radefeld).

## Glocken
Das Geläut besteht aktuell (Stand: Januar 2021) aus einer mittelalterlichen Bronze-Glocke mit dem Ton h′ (Gießer unbekannt, aus dem Jahr 1409, unterer Durchmesser 850 mm, Gewicht ca. 375 kg) sowie zwei Glocken aus Eisenhartguss aus dem Jahr 1966 mit den Tönen g′ und d″ von „Schilling & Lattermann“.

## Auf dem Kirchhof
Zwei Denkmale außerhalb des Kirchengebäudes verdienen besondere Beachtung: Das eine auf der Nordseite wurde 1913 errichtet über aufgefundenen Gebeinen aus der Völkerschlacht von 1813 und weist mit seiner Inschrift auf die dort Freund und Feind im Tod vereinende Ruhestätte hin. Das andere auf der Südseite, 1926 gewidmet den Toten der Gemeinde aus dem Ersten Weltkrieg, ist als großes offenes Portal gestaltet.

## Kirchgemeinde
Seit 2014 sind die Kirchgemeinde Lindenthal mit Breitenfeld und die Kirchgemeinden Lützschena, Möckern und Wahren miteinander verbunden unter dem neuen Namen Sophienkirchgemeinde. Seit 2020 besteht ein Schwesterverhältnis mit der Michaelis-Friedens-Kirchgemeinde Leipzig.